# Гипотеза мимической обратной связи
Гипотеза мимической (лицевой) обратной связи (англ. facial feedback hypothesis) — это гипотеза, разработанная Сильваном Томкинсом в 1962 году, которая является более современным вариантом теории эмоций Джеймса — Ланге. Согласно идеям Томкинса, возникновение эмоции — следствие мимических изменений.
Предполагается, что эмоциональное переживание, по крайней мере, усиливается обратной связью от фазической и тонической активации лицевых мышц, участвующих в мимической эмоциональной экспрессии

## История
Чарльз Дарвин утверждал, что внешнее выражение эмоций влияет на их интенсивность: если при проявлении ярости совершать резкие телодвижения, то негативные эмоции усиливаются, а если телодвижения сдерживать – смягчаются.
Уильям Джеймс разделял идеи Дарвина и писал о физиологической природе, лежавшей в основе эмоциональных выражений. Он предположил, что осознание телесных изменений, создаваемых сердцебиением и прерывистым быстрым дыханием содействует появлению эмоции. Также Джеймс предполагал, что эмоция является следствием и телесных изменений (сокращение мускулатуры).
Но развитие теория Уильяма Джеймса получила только в результате слияния его позиций с позициями Карла Ланге, который независимо от Джеймса выдвинул аналогичную идею в 1885 году. Ланге связывал эмоции с  сосудодвигательным центром в отличие от Джеймса, который в основном говорил о влиянии физиологии на возникновение эмоции. Но и Ланге, и Джеймс в теории эмоций Джеймса — Ланге согласились, что эмоциональный опыт невозможен без физиологического ощущения.
Современный же вариант гипотезы мимической обратной связи сформировал Сильван Томкинс в 1962 году. Он взял за основу не вегетативную нервную систему, как в теории эмоций Джеймса – Ланге, а мимические проявления эмоций. Согласно его идеям, автоматические изменения лицевых мышц, спровоцированных реакцией на определенный раздражитель, приводит к осознанию этих изменений и к возникновению эмоциональной реакции как следствие связи между мимическими мышцами и мозгом.

## Экспериментальные доказательства
Большинство первоначальных исследований в 1970-х и 1980-х годах подтвердили гипотезу мимической (лицевой) обратной связи. Например, Экман, Левенсон и Фризен в 1983 году попросили ученых и профессиональных актеров задействовать их мышцы лица таким образом, чтобы эти выражения лежали в основе шести различных эмоций: гнев, счастье, грусть, страх, отвращение и удивление. Было обнаружено, что каждое изменение выражения лица сопровождалось физиологическими реакциями (например, изменения частоты сердечных сокращений и температуры кожи), с которыми связаны эти эмоции, когда они действительно возникают. Но этот эксперимент был подвержен критике, потому что было не исключено, что люди начали ощущать выраженные их лицом эмоции, так как предполагали, что именно это они и должны были делать.
Последующие исследования попытались улучшить экспериментальное доказательство гипотезы. Вместо того, чтобы просить участников улыбаться, Стрэк, Мартин и Степпер в 1988 году попросили одну группу людей держать ручку между зубами таким образом, чтобы были задействованы определенные мышцы лица, используемые в улыбке. Вторую группу попросили держать письменный прибор в губах (сокращение мышц таким образом приводит к хмурости). Третью – в неведущей руке. Чтобы скрыть действительную цель эксперимента, все три группы участников попросили заполнить анкету в данных позициях и оценить сложность действий. Но как последнее задание участникам показали мультфильм и попросили оценить его забавность, что и было настоящей целью эксперимента. Те, кто держал ручку в зубах, оценили его как более смешной, чем те, кто держал ручку в губах. Эксперимент оказался очень удачным в инициировании необходимого сокращения мышц без возникновения подозрений о настоящей цели исследования.
В 1989 году при эксперименте Зайонца, Мерфи и Инглхарт участников попросили протянуть звук «у» или звук «о» в течение одной минуты.  Произнесение звука «у» (имитация хмурого вида) вызвало значительное увеличение температуры тела, что ассоциировано с негативными эмоциями. В то время как звук «о» (имитация расслабленного лица) оценивался участниками как более приятный.

## Критика
Ещё предшествующая гипотезе Томкинса теория эмоций Джеймса — Ланге была раскритикована современниками. В 1920-х годах Уолтер Кеннон и Филипп Бард разработали теорию эмоций, известную как теория эмоций Кеннона-Барда, которая гласит, что физиологические изменения следуют в результате чувств и эмоций и что физиологические изменения и субъективные ощущения являются отдельными и независимыми.
Двухфакторная теория эмоций Шехтера и Сингера, разработанная в 1952 году Джеромом Сингером  и Стэнли Шехтером. Согласно этой теории, эмоция развивается после физиологической активации, возникающей в ответ на переживаемое событие. Эмоция по Шехтеру и Сингеру – это сочетание физиологического возбуждения и когнитивной интерпретации этого возбуждения.

## Влияние на современную психологию
Работы Томкинса повлияли на работы Пола Экмана, которого интересовало чтение по лицам. Экман хотел выявить закономерность управления мимикой человека. Сильван Томкинс предполагал, что правила трактовки мимических изменений существуют, в то время как большинство психологов того времени отрицали этот факт. Пол Экман, исследуя идентификацию эмоций, понял, что Томкинс был прав в своих предположениях. В итоге, в 1978 году Пол Экман и Уоллес Фризен разработали систему кодирования лицевых движений служащей для классификации выражений лица человека.

## См.также
1. Психологические теории эмоций
2. Теория конструирования эмоций